# Pandanus spinulosus
Pandanus spinulosus là một loài thực vật có hoa trong họ Dứa dại. Loài này được (Ridl.) H.St.John miêu tả khoa học đầu tiên năm 1963.